# Angarkha
Il termine angarkha, spesso detto anche angrakha, si riferisce ad un indumento tradizionale indossato dagli uomini nel Subcontinente indiano che si sovrappone ed è legato alla spalla sinistra o destra. L'angrakha era un abito di corte che una persona poteva avvolgere attorno a sé, offrendo facilità e flessibilità, con i nodi e legami appropriati, per essere indossato in vari principati diell'antica India. Veniva utilizzato soprattutto in India, Nepal, Bangladesh e Pakistan ed è molto simile all'Achkan e allo Sherwani.

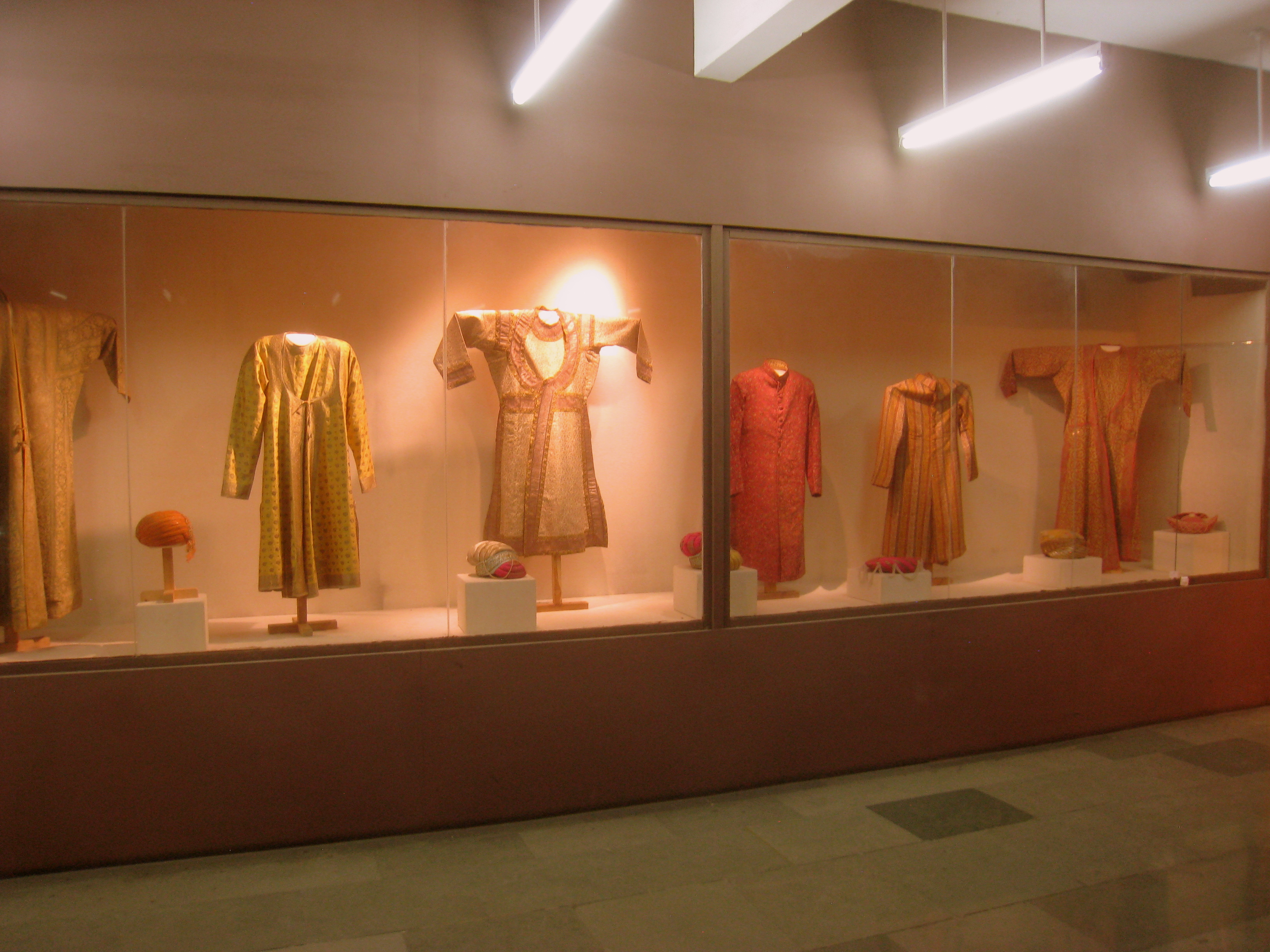
Diversi stili di Angarkha, Delhi museo del tessile.

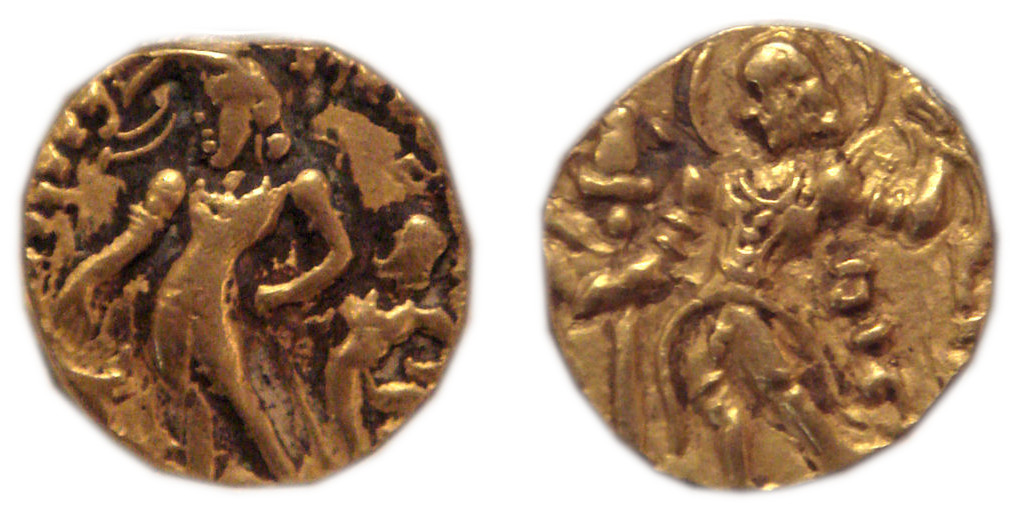
Chandragupta II ritratto con un angarka in una moneta d'oro, Impero Gupta.

## Etimologia
Il termine deriva dal sanscrito aṅgarakṣaka che significa protezione del corpo. L'angarkha veniva indossato in varie parti del subcontinente indiano, ma mentre il taglio di base è rimasto lo stesso, lo stile e la lunghezza variano da regione a regione.

## Disegno
Alcuni angarkha possono essere corti, tuttavia può anche essere un lungo soprabito o una lunga tunica, legato sulla spalla sinistra o destra. A volte viene indossato sopra giacche di cotone o camicie.
Un altro stile di angarkha è una sorta di camicia indossata sotto il jama e legata in due punti su ciascun lato del corpo. Spesso è anche un giubbotto corto con maniche a calice che scende fino alle cosce. Invece di essere fissato su entrambi i lati è legato su un solo lato.

## Stile nel Gujarat e nel Rajasthan
Un abito simile al kurta, noto come angarkha, è tradizionalmente indossato in Gujarat e Rajasthan ed è leggermente più corto di un kurta con una estremità più larga simile al ghagra. La parte anteriore si apre su ciascuna spalla e la parte inferiore ha una estremità larga che esce fuori. Alcuni stili hanno un'abbottonatura.
L'angarkha del Rajasthan scende appena sotto la vita raccolto in senso verticale.
Nel Gujarat gli uomini indossano l'angarkha, chiamato anche Jama, che presenta un'apertura asimmetrica con la gonna svasata intorno ai fianchi. Tuttavia, alcuni stili cadono sotto le ginocchia.

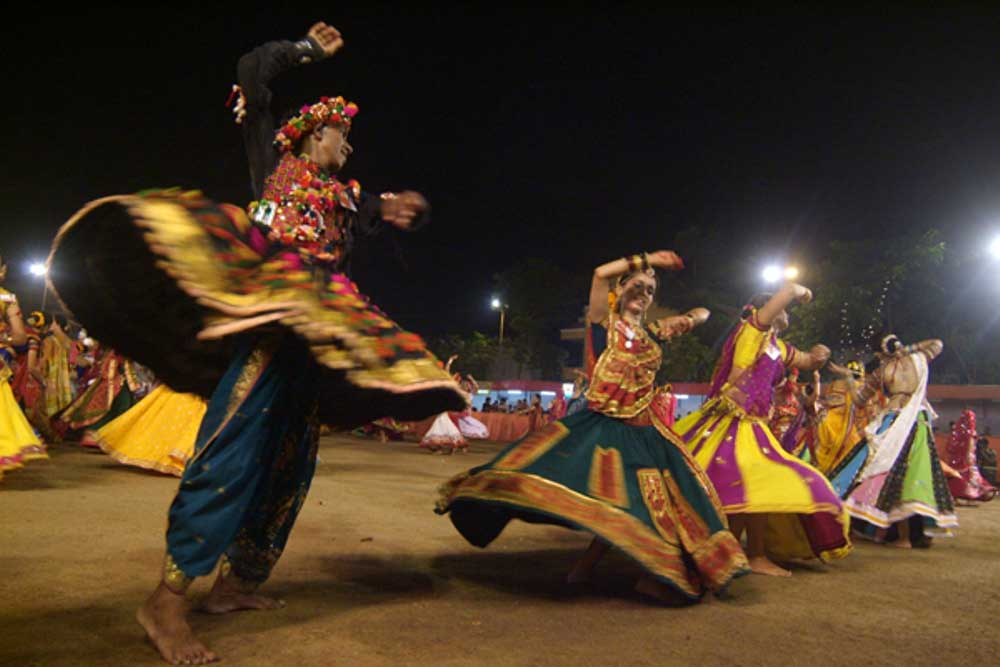
L'uomo sulla sinistra, nel Gujarat, indossa un jama/angarkha

## Bandia angarkha del Rajasthan
Altro tipo di angarkha, indossato nel Rajasthan, è il bandia angarkha, anche noto come bandi, e angarkhi indossato sopra la vita e fissato con nastri o sul petto o sulla spalla, con maniche lunghe e strette. Le stampe sui capi del Rajasthan non del tipo Sanganer di origine locale.

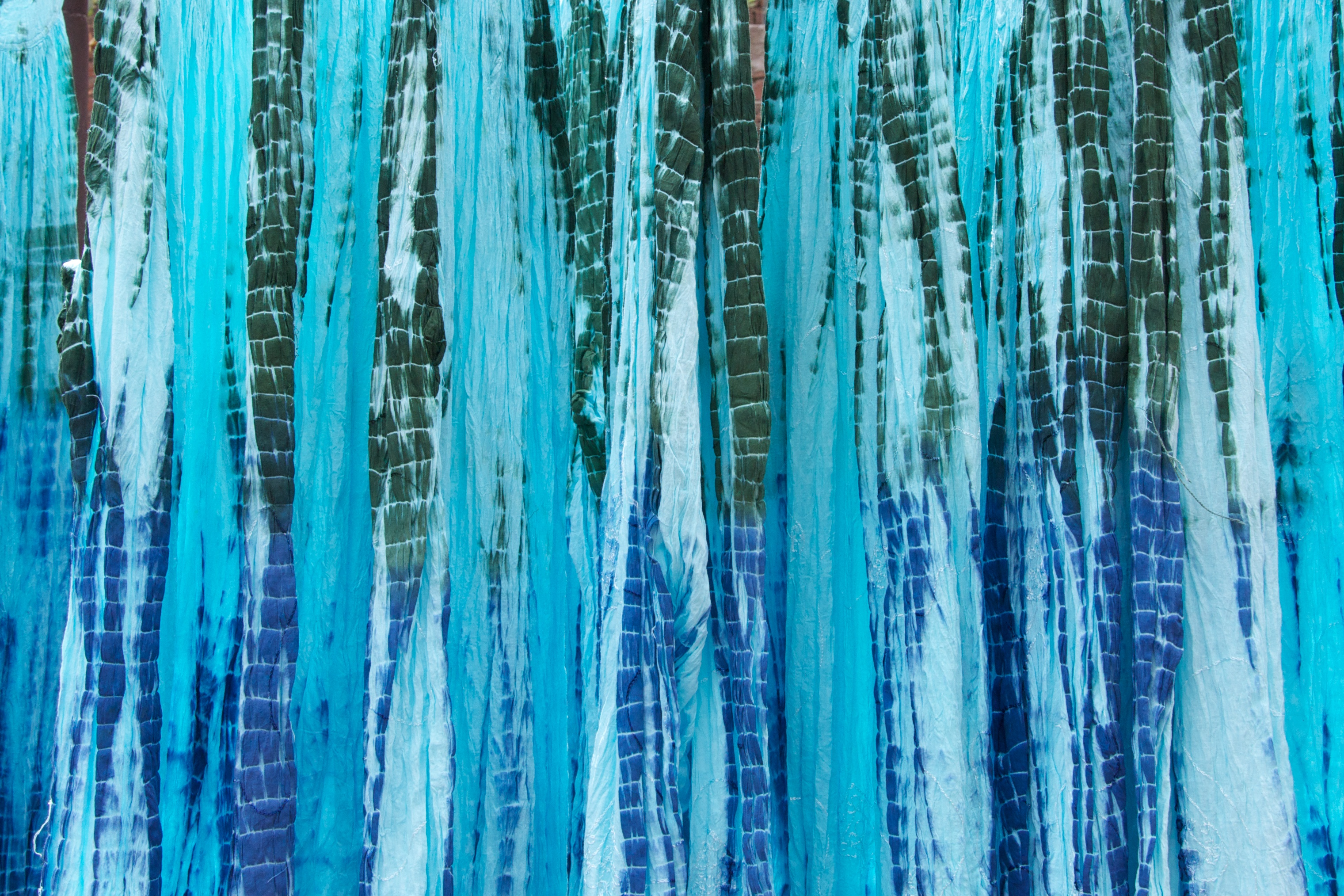
Sciarpa tinta messa ad essiccare, Jaipur

## Mirjai
L'abito tradizione del popolo Bihari è il mirjai che è una versione modificata della veste fluente nota come jama fissata sulla destra. Il mirjai è una giacca con lunghe maniche ampie e polsini aperti che si indossa sotto un soprabitosotto.

## Gujarati kediyu
Il kediyu viene indossato nel Gujarat. Si tratta di un indumento dalle lunghe maniche per la parte superiore del corpo, pieghettato sul petto e lungo fino alla cintola. Alcuni modellii tuttavia sono lunghi fino alle ginocchia. Le stampe sui kediyu includono disegni bandhani tradizionali in Gujarat e Rajasthan.

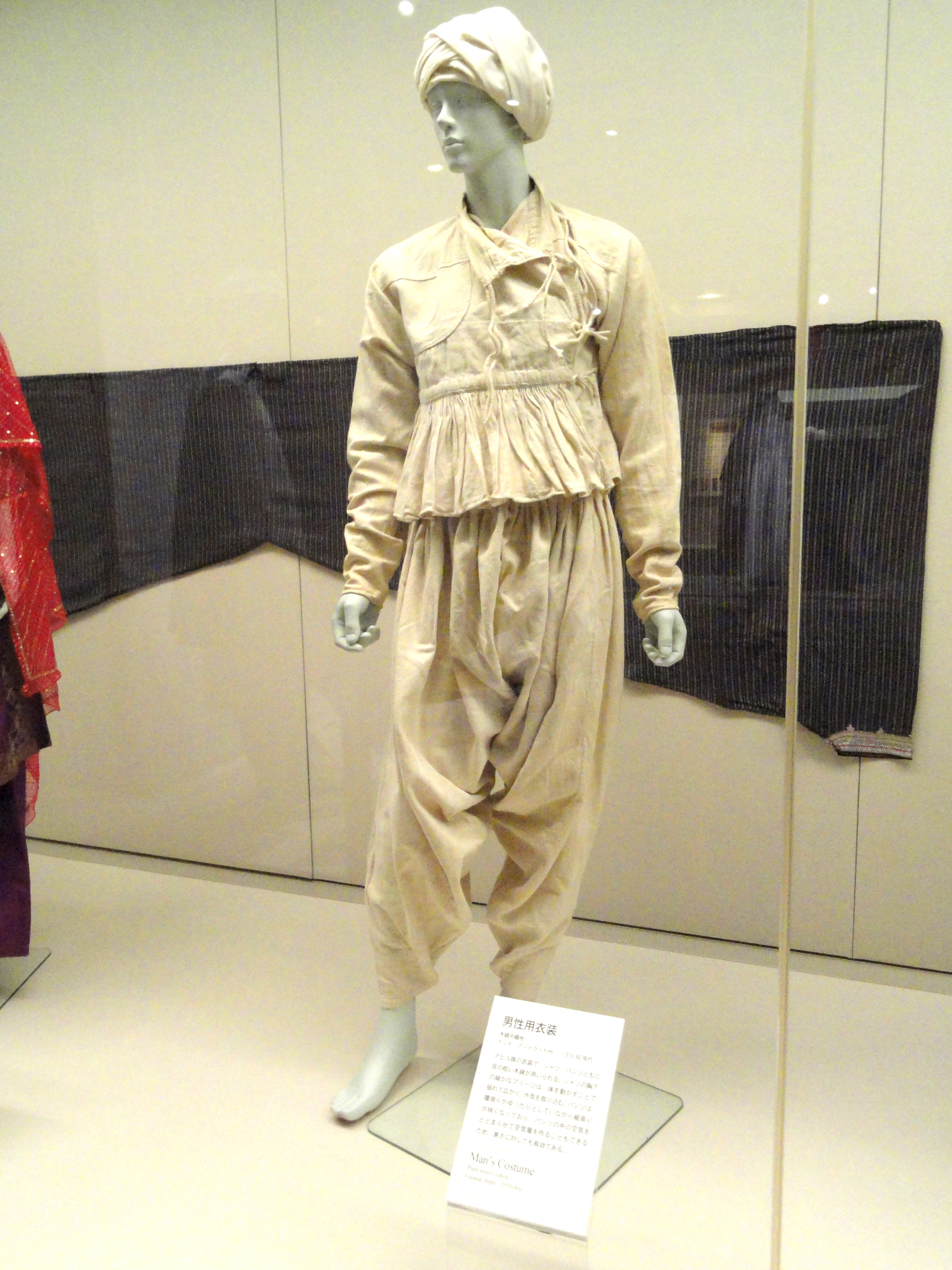
India (Gujarat), kediyu suruwal, Museo del costume Bunka Gakuen
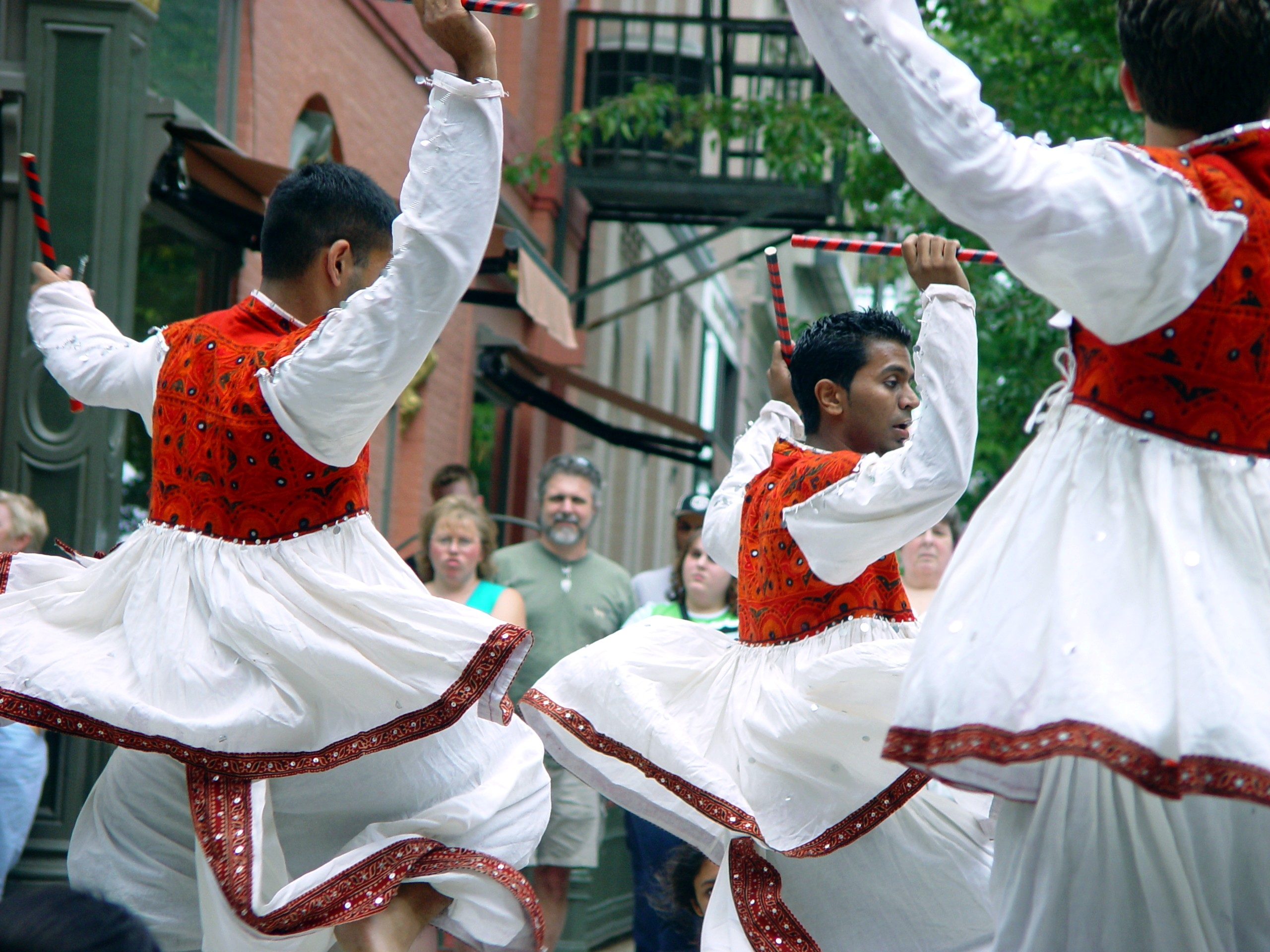
Uomini del Gujarat che indossano un kediyu
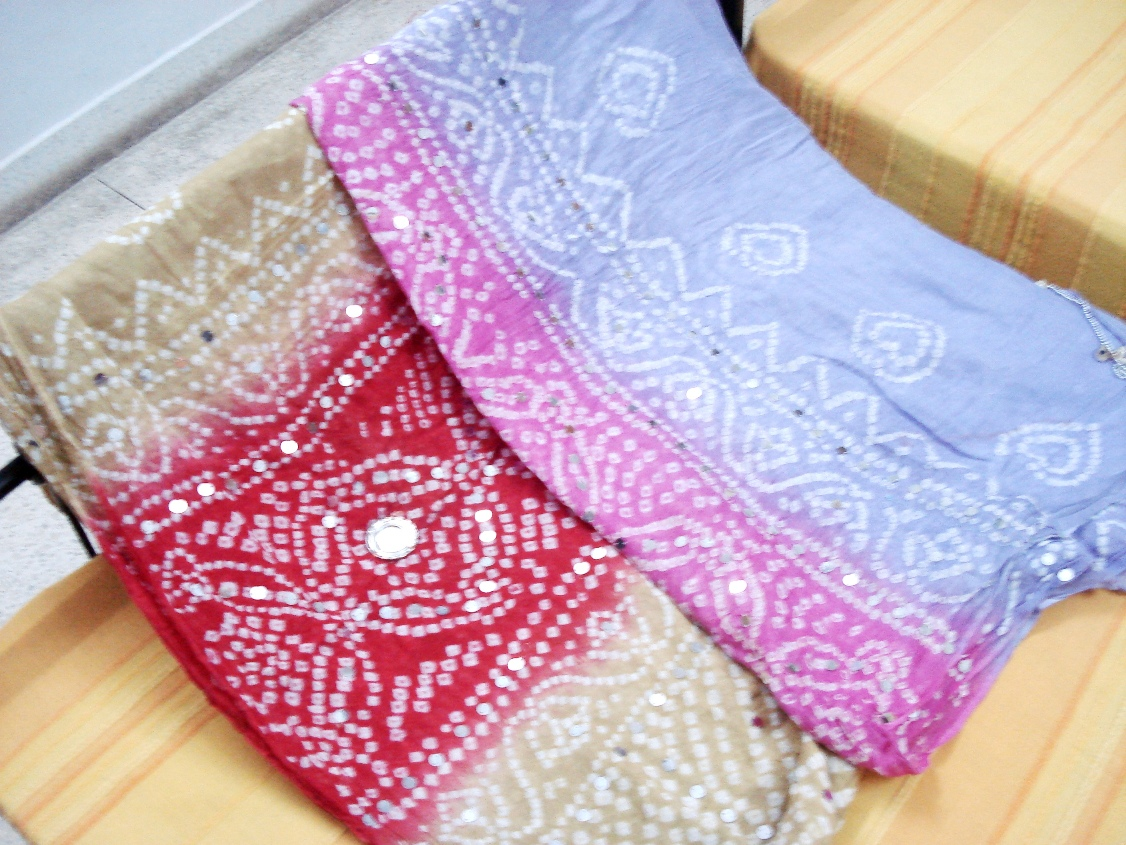
Disegno Bandhani
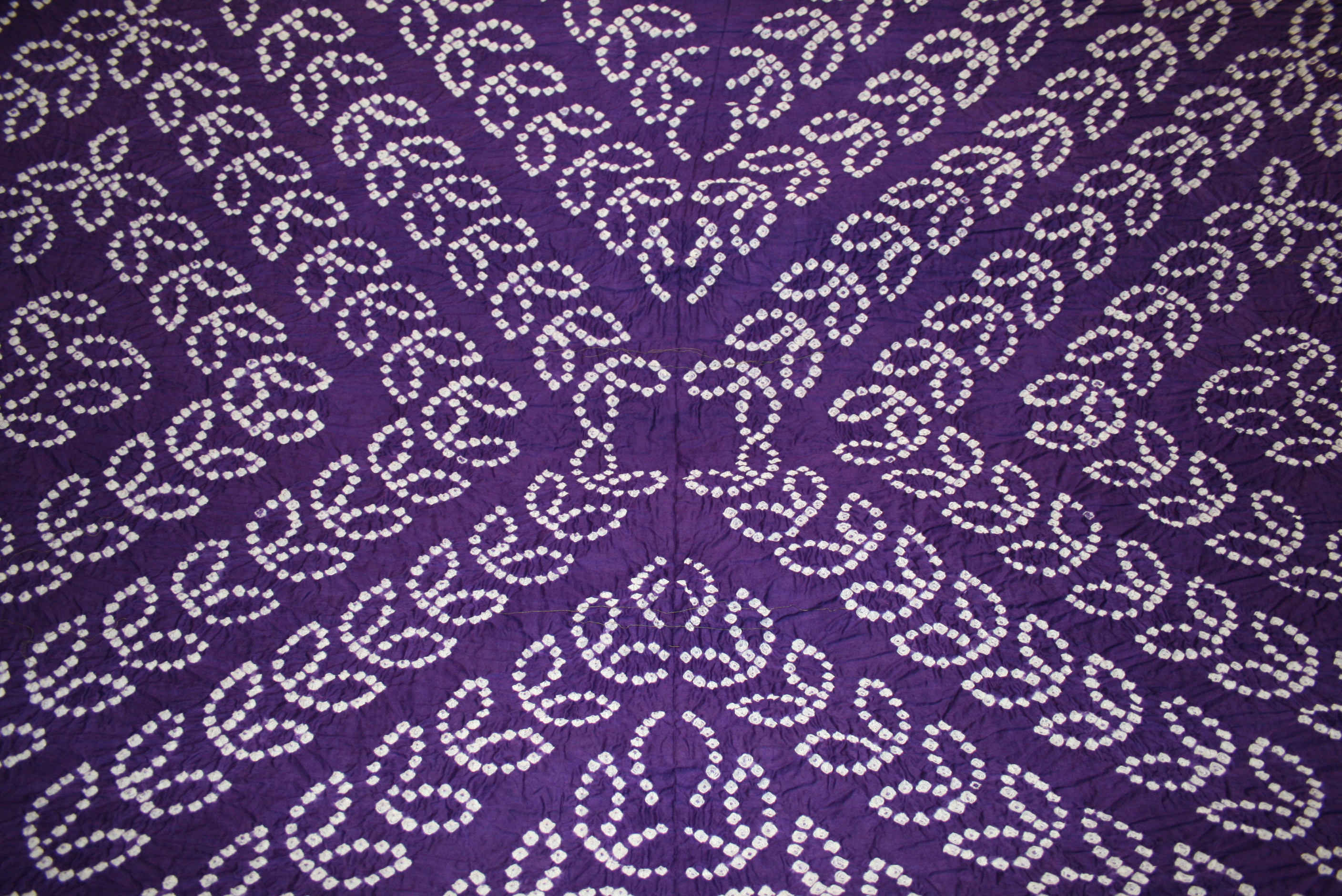
Disegno Bandhani aperto

## Angarkha del Punjab
Un indumento usato dalle donne nel Punjab era un tempo l'anga (abito conosciuto anche come angarkha e peshwaj) che è simile a un cappotto imbottito con cotone. L'anga delle donne arriva fino alle caviglie e fa anche parte del vestiario maschile nella regione del Punjab; è una tunica lenta che arriva sotto le ginocchia, e viene fissata di lato con un lembo e indossata con un kurta aperto davanti. Gli uomini indossano ancora l'angarkha in Haryana e Himachal Pradesh, abito che viene fissato alla spalla sinistra o destra.

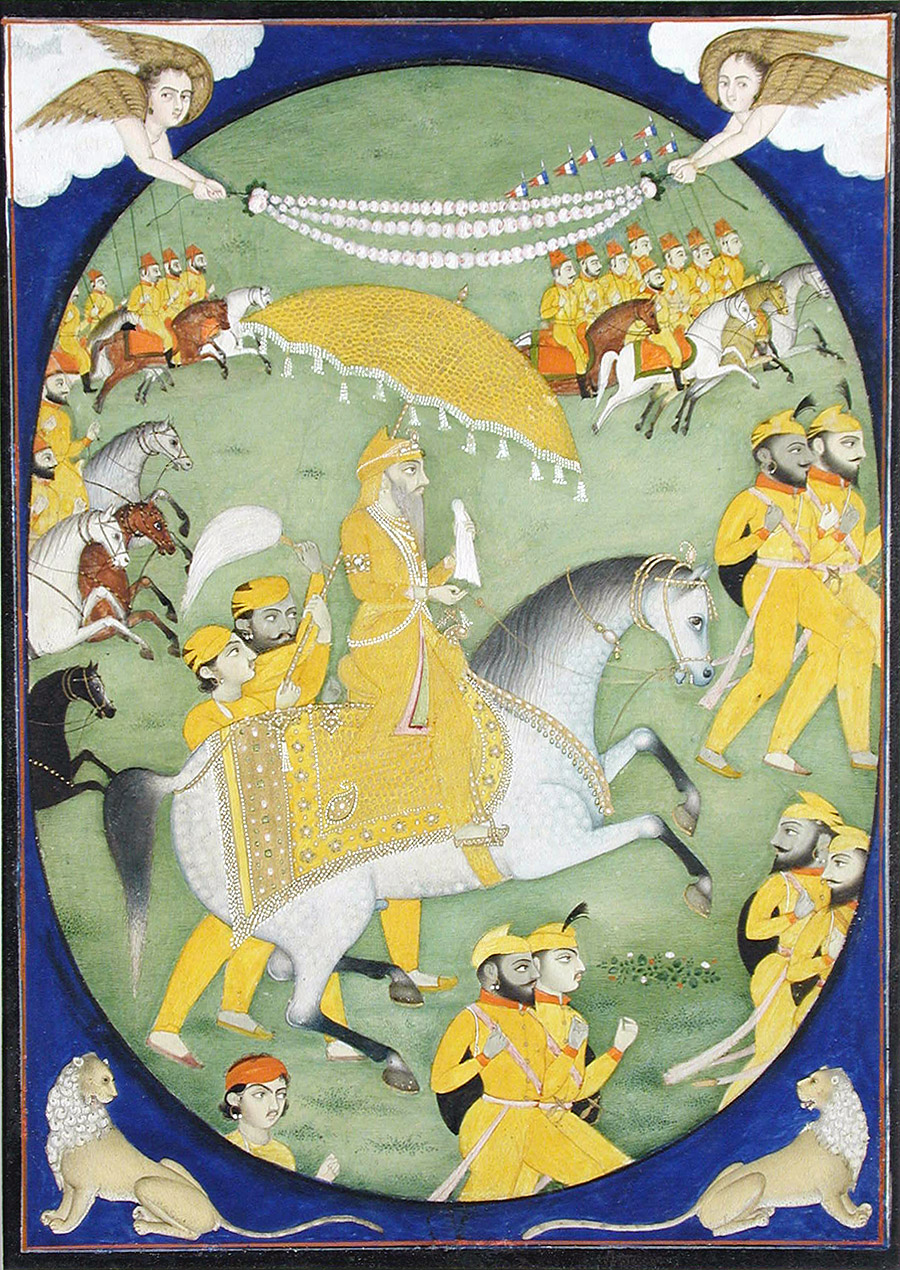
Ranjit Singh Equestrian in Saffron Robes
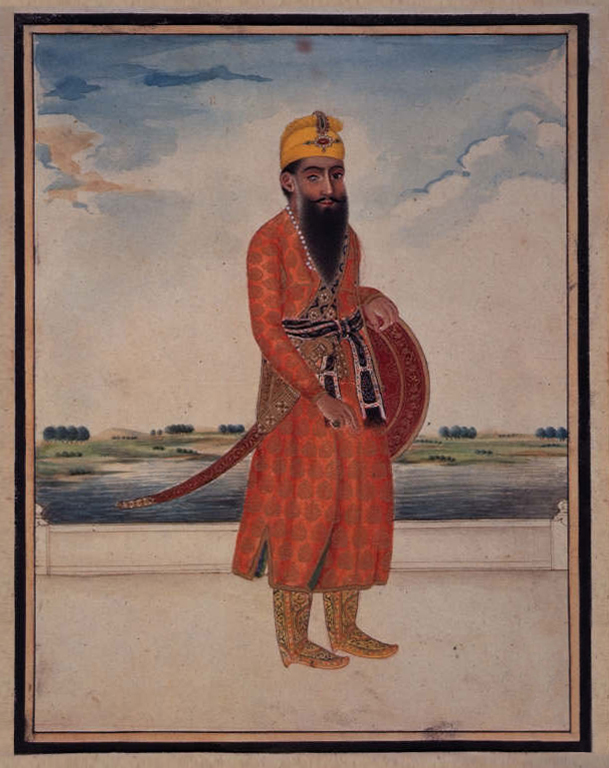
Ritratto ad acquerello di Ranjit Singh che indossa un angarkha durante il suo regno

## Angarkhi di Chamba
L'angarkhi del distretto di Chamba dello stato di Himachal Pradesh è cucito stretto al tronco, ma sotto la vita ha una caduta aperta come una gonna moderna ed è legato in vita da una cintura.

## Kalidar angarkha
Nell'Uttarakhand, gli uomini, tradizionalmente, indossano l'angarkha kalidar costituito da molti pannelli.

## Altri luoghi
Una variante dell'angarkha viene indossata nell'Uttarakhand, nell'Himachal Pradesh, nel Maharashtra e nel Bengala dove l'indumento superiore maschile tradizionale è costituito da sciarpe legate.

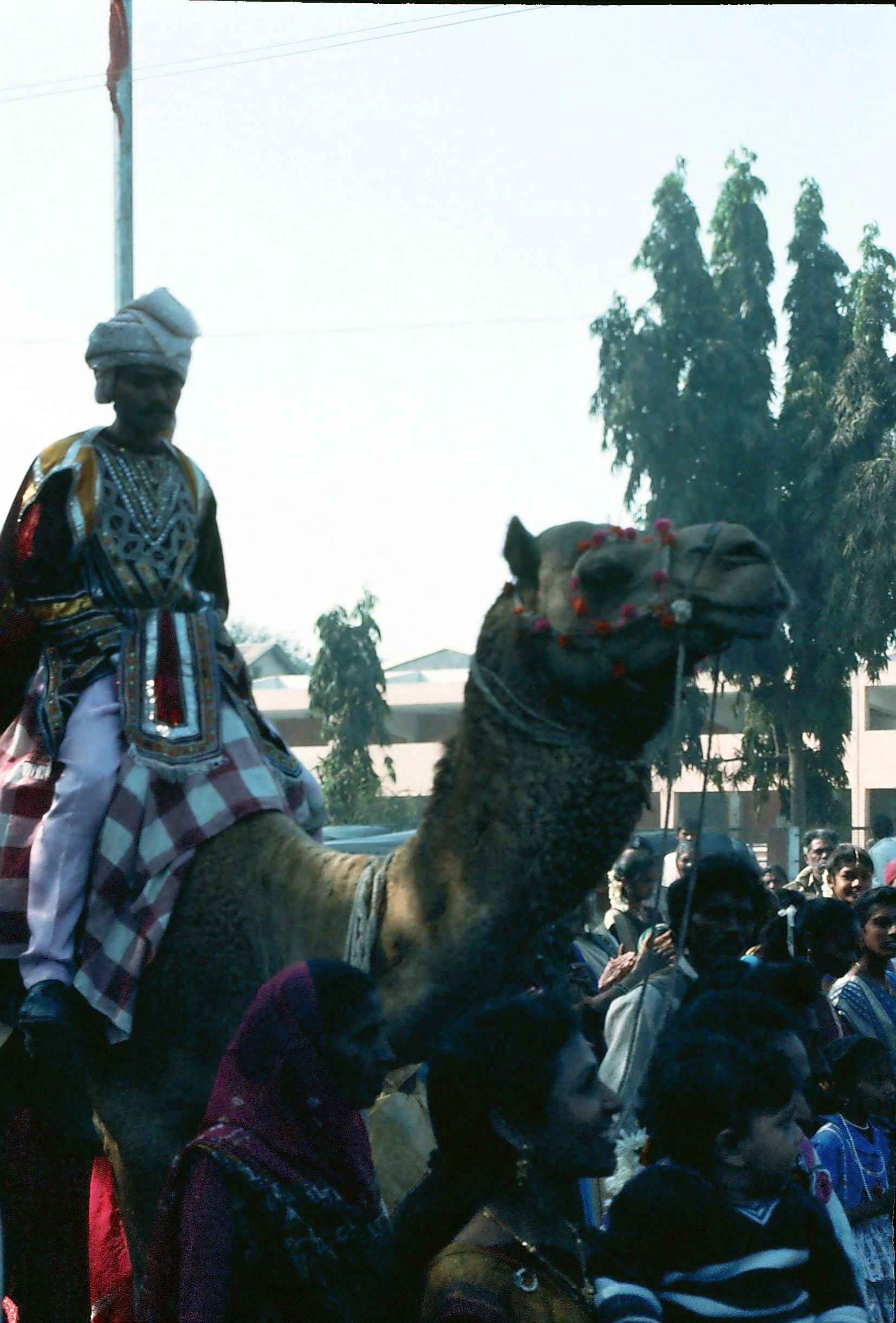
Angarkha del Gujarat
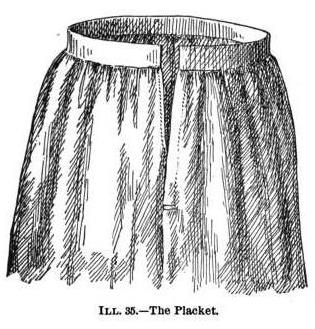
Illustrazione di un'allacciatura o apertura utilizzata in un angarkha

## Sindhi angerkho
Il Sindhi angerkho è allacciato sulla spalla destra e lungo fino al ginocchio. La versione moderna può essere più corta.

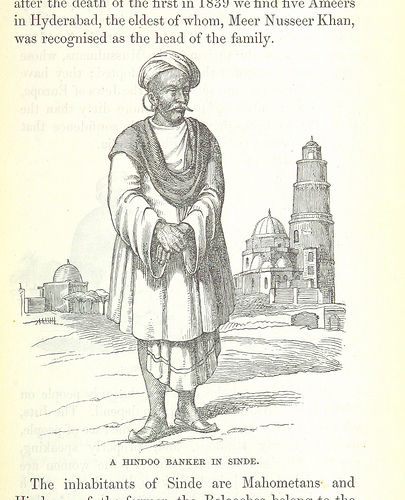
Uomo vestito con un lungo Sindhi angerkho (1845)

## Indumenti correlati

### Jhabbho
Un altro indumento superiore indossato in Gujarat è il jhabbho che è una lunga veste, chiamato anche abho, che viene indossato anche dalle donne del Rajasthan. L'indumento lento, con brevi e ampie maniche, aperto sul collo, largo nella parte superiore e con una gonna molto svasata. L'abho è spesso decorato con ricami e piccoli specchi.

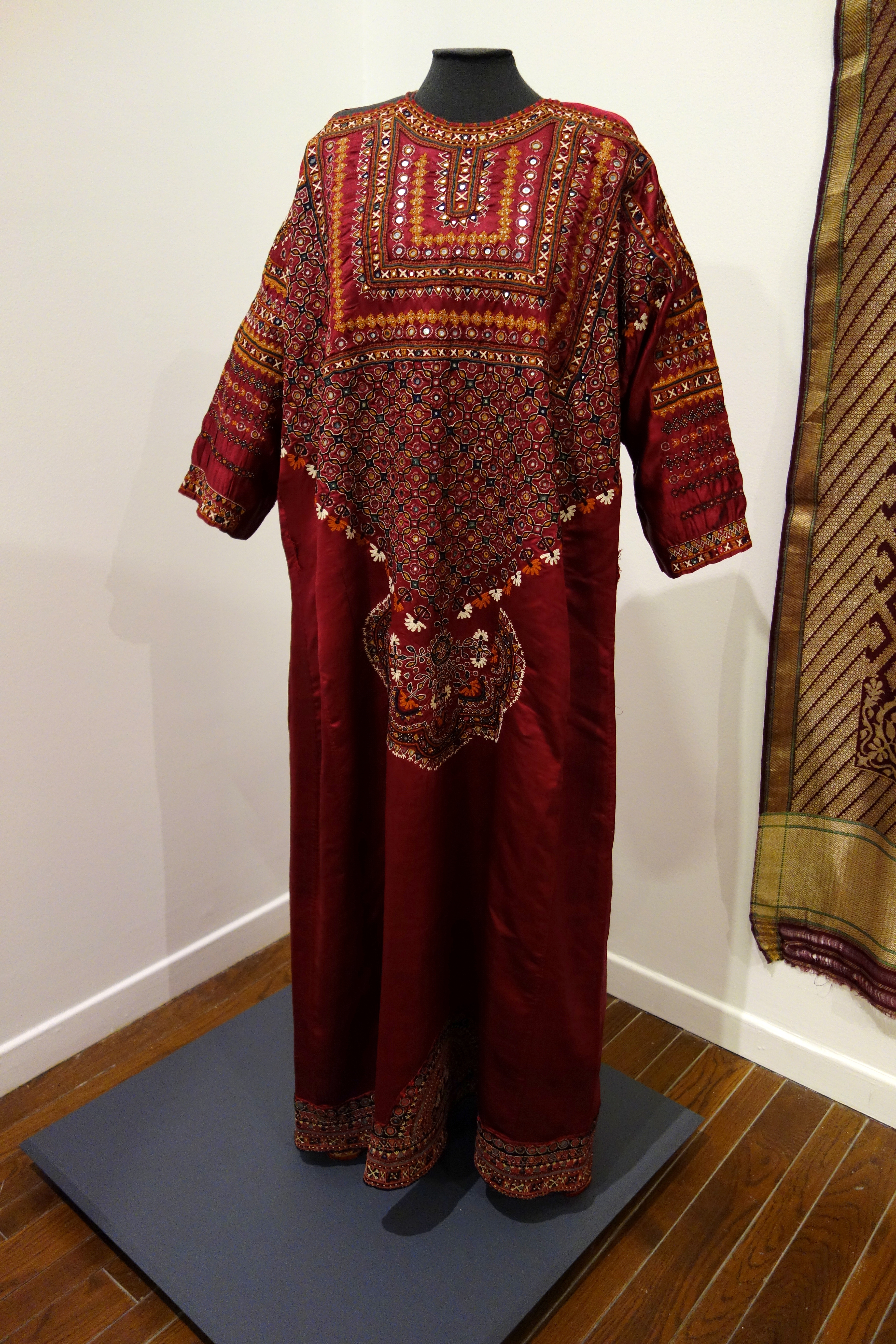
Abito matrimoniale (abho), Memon o Jat, Banni, Kutch, Gujarat, India, tardo XIX secolo inizio XX secolo, seta e specchi

### Saluka
Camicia con maniche corte, senza colletto, a vita (chiamata saluka o ganji) tradizionalmente indossata in Uttar Pradesh, ma anche in Madhya Pradesh.

### Sindhi cholo
Il femminile Sindhi cholo è un abito ampio ed è realizzato in un vari modi, compreso il tradizionale con apertura sul davanti, con maniche molto ampie. The traditional cholo can reach down to the ankles.

## Galleria d'immagini

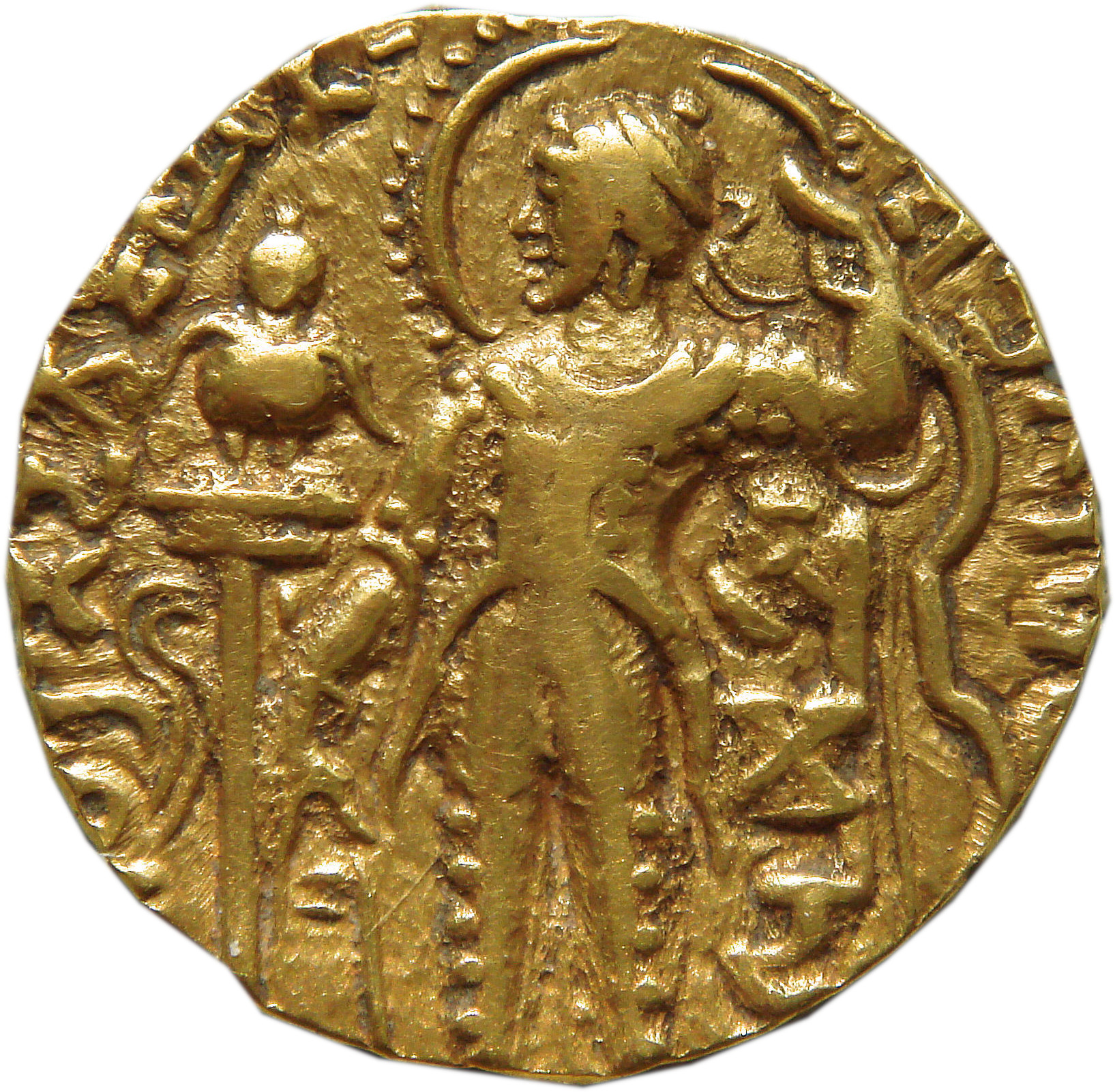
Samudragupta abbigliato con un angarkha, Impero Gupta
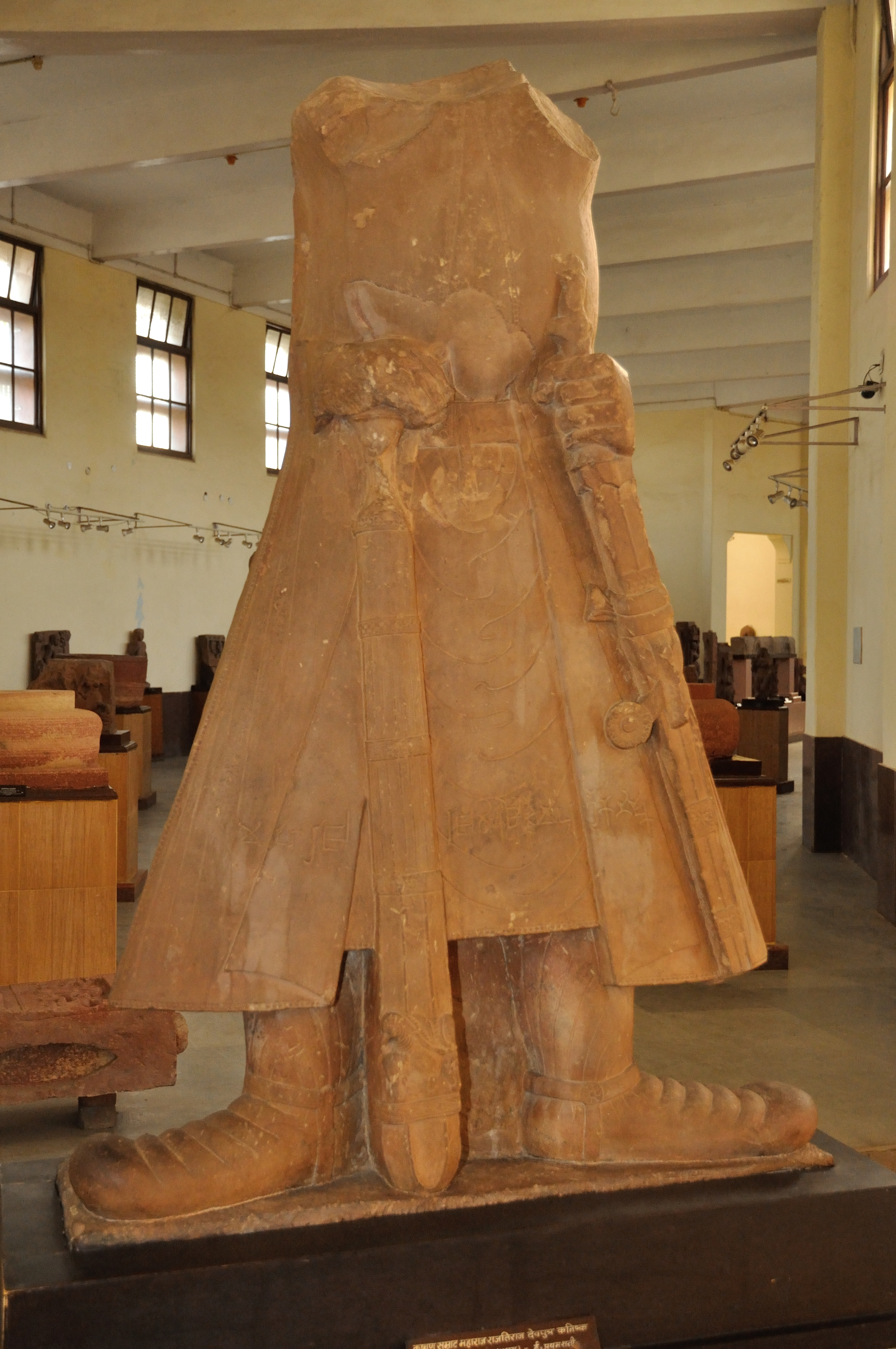
Sculptura abbigliata con un angarkha, sash e altri abiti, I secolo
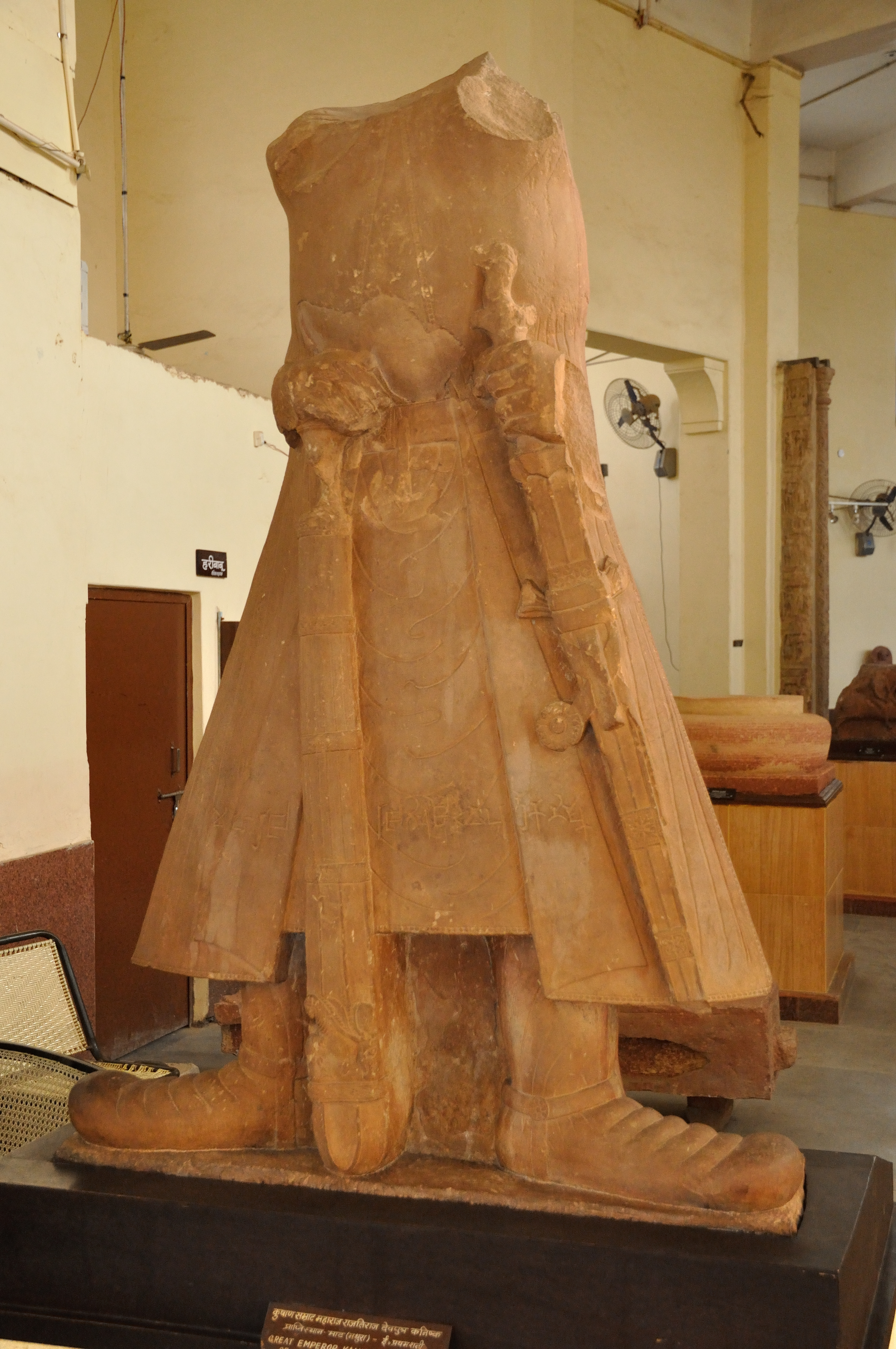
Sculptura abbigliata con un angarkha, sash e altri abiti, I secolo
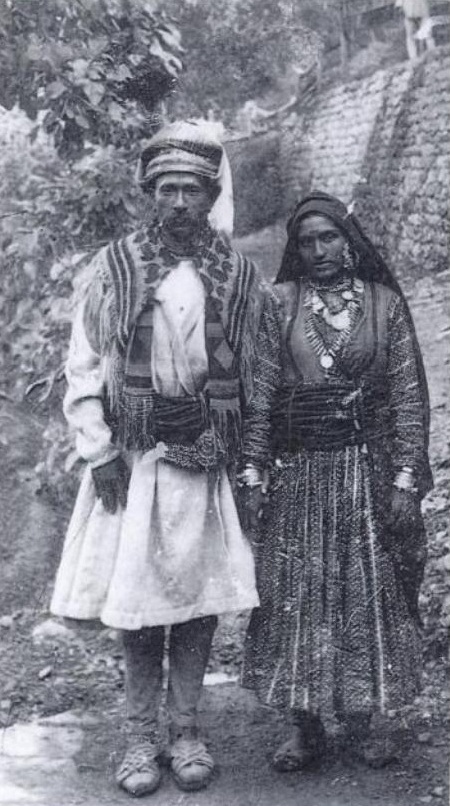
Uomo in angarkha con dora o fascia legata attorno alla vita